# Lenguas chádicas
Las lenguas chádicas son una subfamilia de las lenguas afroasiáticas, formada por unas 135 o 150 lenguas habladas en el África subsahariana, a lo largo del norte de Nigeria, Níger, Chad, República Centroafricana y Camerún. La lengua chádica más hablada es el hausa, que con unos 25 millones de hablantes se usa como lingua franca en gran parte de África Occidental. El resto de lenguas chádicas tienen un número de hablante que va desde casi medio millón a unos pocos miles.

## Clasificación

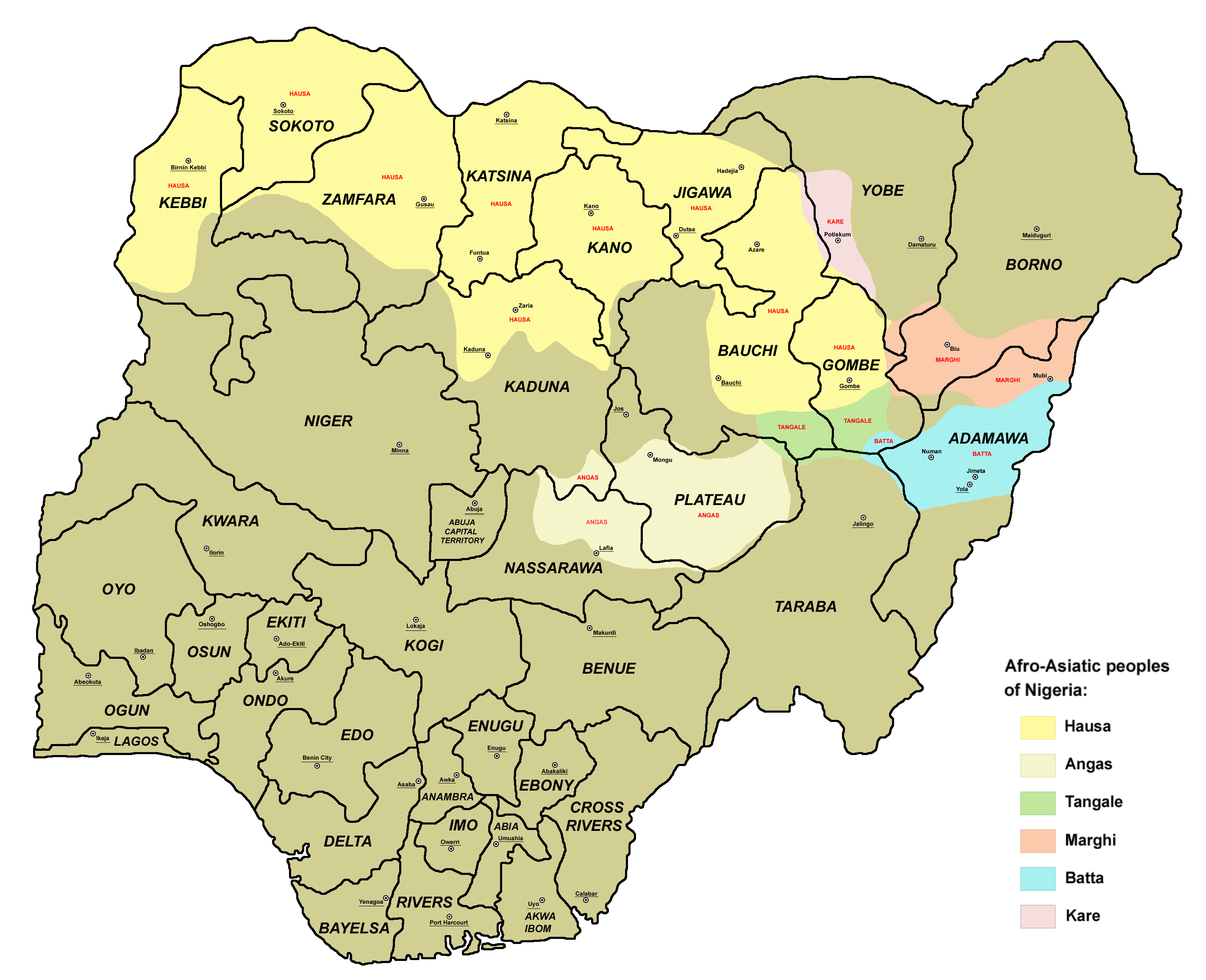
Lenguas chádicas de Nigeria.

El número exacto de lenguas se desconoce ya que hasta recientemente se han seguido identificando nuevas lenguas mientras que otras variedades resultaron geolectos de lo que podríamos considerar la misma lengua.
El grupo chásico fue postulado inicialmente por J. Greenberg en 1963, y en 1966 Paul Newmann y Roxana Ma publicaron una lista de raíces putativas del proto-chádico que pretendía demostrar la validez de la agrupación filogenética (durante más de dos décadas sería un trabajo no superado), aunque no puede considerarse una reconstrucción propiamente dicha del proto-chádico.

### Clasificación interna
Todas las lenguas chádicas pueden ser clasificadas en tres grupos principales más una cuarto grupo menor:
1. Lenguas biu-mandara (36) [2,9 millones de hablantes]
  1. Grupo Tera (4): Ga´anda (Gabin), Hona (Hwana), Jara, Tera (Pidlimi, Yamaltu).
  2. Grupo Bura (5): Bura (Pabir), Chibak, Kilba, Margi, Putai (Margi occidental).
  3. Grupo Higi (2): Bana, Higi (Kapsiki).
  4. Grupo Mandara (7): Dghwede, Glavda, Guduf, Gvoko, Lamang (Hitkala), Mandara (Wandala), Podoko.
  5. Grupo Matakam (4): Gisiga, Hurza-Vame, Mada, Matakam (Mafa).
  6. Grupo Sukur (1): Sukur
  7. Grupo Daba (3): Daba (Kola, Musgoi), Gawar, Hina.
  8. Grupo Bata (4): Bachama, Bata, Gude, Nzangi (Jeng).
  9. Grupo Kotoko (3): Buduma (Yedina) Kotoko, Logone.
  10. Grupo Musgu (2): Mbara, Musgu (Munjuk, Mulwi).
  11. Grupo Gidar (1): Gidar.
2. Lenguas chádicas orientales (26) [0,5 millones de hablantes]
  1. Grupo Somrai (6): Gadang, Miltu, Mod, Ndam, Somrai (Sibine), Tumak.
  2. Grupo Nancere (4): Gabri (Tobanga), Kabalai, Lele, Nancere.
  3. Grupo Kera (2): Kera, Kwang (Modgel).
  4. Grupo Dangla (10): Bidiyo, Birgit, Dangla (Dangaléat), Jegu, Kujarke, Mawa, Migama (Jonkor de Abu Telfan), Mogum, Mubi, Toram.
  5. Grupo Mokulu (1): Mokulu (Jonkor de Guera).
  6. Grupo Sokoro (3): Barain, Saba, Sokoro.
3. Lenguas chádicas occidentales (52) [27 millones de hablantes]
  1. Grupo Hausa (2): Gwandara, Hausa.
  2. Grupo Bolé-Tangalé (15): Bele, Bole (Bolanci), Deno (Kubi), Galambu, Gera, Geruma, Kanakuru (Dera), Karekare, Kirfi, Kupto, Maha, Ngamo, Pero, Piya (Wurkum), Tangale.
  3. Grupo Angas (4): Angas, Chip, Gerka (Yiwom), Goemai (Ankwe).
  4. Grupo Ron (8): Fyer, Karfa, Kulere, Mundat, Ron (Bokkos, Daffo), Sha, Shagawu, Tambas.
  5. Grupo Bade (3): Bade, Duwai, Ngizim.
  6. Grupo Warji (8): Diri, Jimbin, Kariya, Mburku, Miya, Pa'a (Afa), Tsagu, Warji.
  7. Grupo Barawa-Zaar (12): Barawa, Boghom, Dass, Geji, Guruntum, Jimi, Ju, Mangas, Polchi, Zaar (Sayanci), Zari (Zakshi), Zeem.
4. Lenguas masa (5) [0,65 millones de hablantes]
  1. Grupo Masa (5): Marba, Masa, Mesme, Musey, Zime (Lame, Peve).

Los nombres entre paréntesis indican nombres alternativos o nombres dialectos.

### Clasificación en el afroasiático
Aunque el parentesco de las chádicas (específicamente del hausa) con las lenguas afroasiáticas se propuso a finales del siglo XIX, solo hasta finales del siglo XX la hipótesis ganó aceptación general gracias al aumento del trabajo comparativo. Previamente criterios extralingüísticos de tipo etnocultural y antropológico tuvieron un peso en la clasificación en familia lingüística, en ausencia de evidencia lingüística suficiente, la compilación de mayor evidencia lingüística evidenció lo insatisfactorio de los criterios extralingüísticos.
Los criterios compartidos por otras ramas del afriasiático que permiten clasificar a las lenguas chádicas como inequívocamente afroasiática incluyen:
1. La presencia de -t- como morfema que indica alguno de los rasgos  femenino/diminutivo/singulativo.
2. La presencia de -n-/-t-/-n- como formantes del masculino/femenino/plural en los deícticos.
3. La presencia del prefijo m- para marcar el agente, el instrumento o locativo de una acción verbal.
4. Formación de algunos plurales mediante el sufijo -n y/o el infijo -a-.
5. La presencia de marcas de persona muy similares a otras lenguas afroasiáticas.
6. El uso supletivo o conjugación heteróclita en el imperitivo de los verbos 'venir' e 'ir'.
7. La coincidencia de género de un buen número de nombres entre las lenguas chádicas y el afroasiático.
8. Un número importante de cognados que incluyen las palabras para: 'cuerpo', 'morir', beber', 'fuego', 'conocer', 'nombre', 'agua' y 'qué'.

Algunos estudiosos han propuesto que las lenguas chádicas constituyen la primera rama en diferenciarse del tronco afroasiático común (sin contar con el omótico), mientras que otros han sugerido la existencia de un proto-bereber-chádico, pero todas estas propuestas se basan en impresiones de semejanzas y no en un trabajo comparativo riguroso. Para Ehret el chádico sería de las dos ramas en que se dividió el proto-noreritraico, siendo la otra la rama que dio lugar al semítico, el bereber y el egipicio. A continuación se da una descripción esquemática de las propiedades de las lenguas chádicas.

## Descripción lingüística
En lo que sigue, debe entenderse que las características mencionadas solo son tendencias generales, que no necesariamente están presentes en todas las lenguas chádicas aunque sí en un buen número de ellas. Tampoco los rasgos necesariamente más extendidos son necesariamente reconstructibles para el idioma proto-chádico.

### Fonología
Todas las lenguas chádicas son lenguas tonales aunque el número de tonos difiere de una lengua a otra. Hay lenguas con solo dos tonos de nivel (idioma margi), dos tonos de nivel más un descendente (idioma kanakuru), tres tonos de nivel más uno descendente (idioma tera) y tres tonos de nivel más uno descendente (idioma gaʔanda).
Los sistemas vocálicos son desde sistemas de dos vocales /a, ə/ como en mandara, hasta sistemas de siete vocales /i, e, ɛ, a, o, ɔ, u/ como dangaléat, La armonía vocálica muy común en otras lenguas de África occidental es poco frecuente entre las lenguas chádicas, aunque se da en algunas (idiomas dangaléat y tangale). Otra característica típica de las lenguas chádicas es presentar un diferente número de contrastes vocálicos dependiendo de la posición de la vocal en la palabra; así una lengua como el antiguo hausa podía tener dos vocales fonémicamente diferentes en posición inicial, tres en posición media (con diferencias de cantidad) y cinco en posición final sin contraste de cantidad en la posición final.
La mayoría de lenguas chádicas incluyen en su inventario fonológico un conjunto de consonantes glotálicas, usualmente realizadas como implosivas, además de consonantes sordas que se diferencian de las correspondientes sonoras. El idioma goemai y otras lenguas del grupo angas tienen la característica, bastante inusual, de contrastar eyectivas e implosivas del mismo punto de articulación (/pʼ/ vs. /ɓ/, /tʼ/ vs. /ɗ/). Además aunque la oclusiva glotal /ʔ/ es un fonema independiente en muchas lenguas, no es reconstructible para el proto-chádico. Finalmente otra característica peculiar del inventario fonológico de las lenguas chádicas, es que frecuentemente estas lenguas poseen fricativas laterales /ɬ/ y /ɮ/, aunque estos sonidos han desaparecido completamente de las lenguas chádicas orientales y del grupo Hausa; siendo muy comunes en el resto de grupos.

### Gramática
El género gramatical es una característica común del de las lenguas chádicas, reconstructibles para el proto-chádico y para estadios anteriores. Aunque algunas lenguas chádicas han perdido las diferencias de género. Las distinciones de género se dan solo en singular, donde se diferencian dos géneros (masculino y femenino), en el plural no existen diferencias de género. En el sistema pronominal las diferencias de género se marcan solo en la segunda y tercera persona en singular, al igual que típicamente en las lenguas afroasiáticas.
Las lenguas chádicas frecuentemente poseen verbos (impropiamente llamados "intensivos") que distinguen algún aspecto relacionado con la "pluralidad" de la acción, denotando que la acción se repite un cierto número de veces, o que la acción la realizan un número de sujetos afectando a un número plural de objetos. Estos verbos "pluraccionales" se forman por reduplicación, geminación y/o infijación de -a-, por ejemplo en Gaʔanda se tiene:
ɓəl- 'matar' / ɓəɓal- 'matar muchos'
En algunas lenguas el uso de "pluraccionales" se ha gramaticalizado, resultando en un sistema de alineamiento morfosintáctico de tipo ergativo-absolutivo que requiere una concordancia obligatoria, es decir, el uso de pluraccionales es obligatorio con sujetos plurales en verbos intransitivos y con objetos plurales en verbos transitivos, por ejemplo en Kanakuru:
nà ɗòpè gámíníì 'Até las ramas'
gámíníì wù ɗòpò-wú  'Las ramas están atadas'
gámíì à wù ɗòwè-ní  'La rama está atada'
Donde la /p/ procede de la reduplicación de /w/ asociada al "pluraccional".
Otra característica frecuente es el uso de direccionales para indicar si la acción ocurre en, hacia, hacia abajo, hacia arriba o lejos. También existen marcas gramaticales que tienen una naturaleza de tipo más bien gramatical para expresar aplicativos, aspecto perfectivo o transitividad. En Tera estos aspectos se realizan mediante partículas separadas, mientras que en Margi se realizan mediante clíticos, y en Hausa se realizan mediante sufijos inseparables de la raíz verbal.

### Sintaxis
Respecto al orden sintáctico las lenguas chádicas generalmente tienen preposiciones y colocan al poseedor tras la cosa poseída. El orden más frecuente de sujeto, verbo y objeto es SVO, aunque el orden VSO ocurre, especialmente en las lenguas biu-mandara. El orden SOV no se ha testimoniado en chádico. Aunque el orden SVO es el más extendido, encontrándose en todas los grupos del chádico, existe evidencia de que el orden básico del proto-chádico pudo ser VSO (que también es el orden más probable para el proto-afroasiático).

### Comparación léxica
Los numerales en diferentes lenguas chádicas son:
| GLOSA | Chádico Occidental | Chádico Occidental | Chádico Oriental | Chádico Oriental | Masa         | Biu-mandara        | Biu-mandara        | PROTO- CHÁDICO    |
| GLOSA | PROTO- CHAD.OCC.A  | PROTO- CHAD.OCC.B  | PROTO- CHAD.OR.A | PROTO- CHAD.OR.B | PROTO- MASA  | PROTO-BIU- MAND. A | PROTO-BIU- MAND. B | PROTO- CHÁDICO    |
| ----- | ------------------ | ------------------ | ---------------- | ---------------- | ------------ | ------------------ | ------------------ | ----------------- |
| '1'   | *-ɗi               | *-ɗi               | *pən(i) *keɗ-    | *mən *pən-       | *ɗaw         | *tak-/ *pala       | *taka/ *ɗaw        | *keɗn             |
| '2'   | *βal               | *mbaɬ-/ *sərən     |                  | *ser-            | *mba-/ *hʷoɓ | *sɨwra/ *ɓɨwak     | *sula              | *sura             |
| '3'   | *kun-              | *ma-kwan           | *sub-(?)         | *sub-            | *ɦindi       | *mah-kur-/ *hɨkin  | *-kur-             | *kunɗ             |
| '4'   | *faɗaw             | *fəɗu              | *faɗi            | *paːɗ-           | *fiɗi        | *wɨpaɗ             | *poɗo              | *-pəɗu            |
| '5'   | *baːɗi             | *vaɗi              | *bai             | *bɛːɗi           | *vatɬ        | *tifa~ *ɮɨɓa*      |                    | *baɗʸɬ            |
| '6'   | *5+1               | *maːɣa             |                  | *5+1             | *kar̃gi-      | *(ma-)kwax         | *ɬira              | *5+1              |
| '7'   | *5+2               | *5+2               |                  | *5+2             | *siɗa        | *mu-ɗɨfa           |                    | *5+2              |
| '8'   | *4x2               | *4x2 (*takwas)     |                  | *5+3             |              | *tuɣus-            | *4x2               | *taɣwas-/ *4x2(?) |
| '9'   |                    |                    |                  | *10-1            |              | *təmbiɗa           |                    |                   |
| '10'  | (*gwoma)           | (*guuma)           | *mwaʧ/ *gwar-    | *orok            | *guɓ         | *ɣwam-/ *kulawa    |                    | *gʷam             |